# Атромитос (футбольный клуб, Героскипу)
Футбольный клуб «Атромитос» (греч. Αθλητικό Πολιτιστικό Σωματείο Ατρόμητος Γεροσκήπου) — кипрский футбольный клуб из города Героскипу (район Пафос). Образован в 1956 году. Домашние матчи проводит на стадионе «Героскипу». Цвета клуба — красно-синие.

## Достижения
Серебряный призёр Втором дивизиона Кипра (1)2007/08